# 克盧比夫齊
48°54′47″N 24°54′55″E / 48.91306°N 24.91528°E
克盧比夫齊（羅馬化：Klubivtsi）是烏克蘭西部的村莊，隸屬伊萬諾-弗蘭科夫斯克州的伊萬諾-弗蘭科夫斯克區。該村始建於1540年，面積15.2平方公里，2024年人口1,164，人口密度每平方公里107.7人。